# Bayreuth (distrito)
Bayreuth é um distrito da Alemanha, na região administrativa da Alta Francónia, estado de Baviera.

## Cidades e Municípios
- Cidades:

1. Bayreuth
2. Bad Berneck
3. Betzenstein
4. Creußen
5. Gefrees
6. Goldkronach
7. Hollfeld
8. Pegnitz
9. Pottenstein
10. Waischenfeld

- Municípios:

1. Ahorntal
2. Aufseß
3. Bindlach
4. Bischofsgrün
5. Eckersdorf
6. Emtmannsberg
7. Fichtelberg
8. Gesees
9. Glashütten
10. Haag
11. Heinersreuth
12. Hummeltal
13. Kirchenpingarten
14. Mehlmeisel
15. Mistelbach
16. Mistelgau
17. Plankenfels
18. Plech
19. Prebitz
20. Schnabelwaid
21. Seybothenreuth
22. Speichersdorf
23. Warmensteinach
24. Weidenberg

|  | Schloss Aufseß      | Aufseß       |
|  | Schloss Freienfels  | Hollfeld     |
|  | Hollfeld            | Hollfeld     |
|  | Pegnitz             | Pegnitz      |
|  | Burg Pottenstein    | Pottenstein  |
|  | Teufelshöhle        | Pottenstein  |
|  | Tüchersfeld         | Pottenstein  |
|  | Burg Waischenfeld   | Waischenfeld |
|  | Schloss Wiesentfels | Hollfeld     |